# ييرجي ديديتشيك
ييرجي ديديتشيك (بالتشيكية: Jiří Dědeček)‏ شاعر وكاتب وفنان تشيكي. يُعد علامة فارقة في الساحة الثقافية والإبداعية في التشيك، إذ تشغل كتاباته حيزاً كبيراً في وعي أجيال من التشيكيين، حيث تُدرّس قصائده في المناهج الدراسية. إلى جانب الكتابة، يترأس المركز التشيكي لنادي القلم الدولي في براغ منذ 2006 حتى الآن.

## الحياة الشخصية
وُلد ييرجي ديديتشيك في كارلوفي فاري بالتشيك في عام 1953. درس علم المكتبات بجامعة تشارلز (1975) والسيناريو والدراماتورج في مدرسة السينما والتلفزيون التابع لأكاديمية الفنون المسرحية في براغ (1985). له أعمال موسيقية وشعرية وأدبية عديدة، ويكتب باستمرار في الصحف المحلية بالتشيك، ومن بين أعماله الأكثر شهرة ديوان «القمر يعلو فوق الدار» 1978، كما لقي عمله الموسيقي «اللصوصية والخوف» قبولاً كبيراً لدى الجمهور التشيكي. لغته الشعرية زاخرة بمفردات غنية جداً من اللغة التشيكية الشعبية، والتراث التشيكي. أصبحت أعماله في كثير من الأحيان موضوعاً للكثير من الأطروحات الأكاديمية. في عام 2012 اُنتخب عضواً في مجلس إدارة الأكاديمية العالمية للفنون والثقافة التي تقع في الولايات المتحدة. كما يشارك كمتحدث في المؤتمرات الأدبية والمعرفية والثقافية في التشيك، والعديد من دول العالم باللغة التشيكية والإنجليزية والفرنسية.

## روابط خارجية
- ييرجي ديديتشيك على موقع IMDb (الإنجليزية)
- ييرجي ديديتشيك على موقع ميوزك برينز (الإنجليزية)
- ييرجي ديديتشيك على موقع قاعدة بيانات الفيلم (الإنجليزية)